# Campionati italiani invernali di nuoto 2024
I XXVII Campionati italiani invernali di nuoto (noti anche, per ragioni di sponsorizzazione, Assoluti Open Frecciarossa) si sono svolti a Riccione dal 14 al 16 novembre 2024. Le competizioni si sono disputate in vasca da 25 metri e sono state valide per la qualificazione ai mondiali in vasca corta di Budapest dello stesso anno.
Le gare si sono disputate in due turni (batterie e finali) ad eccezione di 800 e 1500 metri stile libero, disputate in serie.

## Podi

### Uomini
| Evento       | Oro                | Tempo    | Argento               | Tempo    | Bronzo                  | Tempo    |
| Stile libero |                    |          |                       |          |                         |          |
| 50 m         | Leonardo Deplano   | 21"21    | Alessandro Miressi    | 21"46    | Gabriele Brambillaschi  | 21"47    |
| 100 m        | Alessandro Miressi | 47"10    | Giovanni Carraro      | 47"18    | Leonardo Deplano        | 47"26    |
| 200 m        | Carlos D'Ambrosio  | 1'43"66  | Alberto Razzetti      | 1'44"05  | Filippo Megli           | 1'44"28  |
| 400 m        | Matteo Lamberti    | 3'39"87  | Marco De Tullio       | 3'40"21  | Luca De Tullio          | 3'41"87  |
| 800 m        | Gabriele Detti     | 7'37"17  | Ivan Giovannoni       | 7'40"68  | Davide Marchello        | 7'42"53  |
| 1500 m       | Matteo Diodato     | 14'36"74 | Davide Marchello      | 14'42"05 | Marcello Guidi          | 14'45"31 |
| Dorso        |                    |          |                       |          |                         |          |
| 50 m         | Lorenzo Mora       | 22"89    | Francesco Lazzari     | 23"39    | Michele Lamberti        | 23"48    |
| 100 m        | Lorenzo Mora       | 50"23    | Christian Bacico      | 50"39    | Francesco Lazzari       | 50"86    |
| 200 m        | Lorenzo Mora       | 1'49"95  | Matteo Brunella       | 1'52"07  | Christian Bacico        | 1'52"61  |
| Rana         |                    |          |                       |          |                         |          |
| 50 m         | Simone Cerasuolo   | 25"79    | Ludovico Viberti      | 25"88    | Nicolò Martinenghi      | 26"07    |
| 100 m        | Simone Cerasuolo   | 56"28    | Ludovico Viberti      | 56"86    | Alessandro Pinzuti      | 57"22    |
| 200 m        | Alessandro Fusco   | 2'04"69  | Gabriele Mancini      | 2'04"88  | Andrea Castello         | 2'05"17  |
| Farfalla     |                    |          |                       |          |                         |          |
| 50 m         | Michele Busa       | 22"50    | Edoardo Valsecchi     | 22"77    | Andrea Battista Candela | 22"80    |
| 100 m        | Simone Stefanì     | 50"15    | Michele Busa          | 50"30    | Alberto Razzetti        | 50"53    |
| 200 m        | Federico Burdisso  | 1'52"85  | Alessandro Ragaini    | 1'53"48  | Claudio Faraci          | 1'54"51  |
| Misti        |                    |          |                       |          |                         |          |
| 100 m        | Lorenzo Glessi     | 52"19    | Marco Orsi            | 52"69    | Alessandro Tredici      | 53"12    |
| 200 m        | Lorenzo Glessi     | 1'54"14  | Alessandro Tredici    | 1'55"36  | Lorenzo Altini          | 1'56"90  |
| 400 m        | Lorenzo Altini     | 4'07"15  | Pier Andrea Matteazzi | 4'07"19  | Simone Spediacci        | 4'07"46  |

### Donne
| Evento       | Oro                  | Tempo    | Argento             | Tempo    | Bronzo               | Tempo    |
| Stile libero |                      |          |                     |          |                      |          |
| 50 m         | Sara Curtis          | 23"77    | Silvia Di Pietro    | 24"17    | Elena Capretta       | 24"66    |
| 100 m        | Sara Curtis          | 52"37    | Sofia Morini        | 52"85    | Chiara Tarantino     | 53"15    |
| 200 m        | Sofia Morini         | 1'54"72  | Giulia D'Innocenzo  | 1'55"14  | Matilde Biagiotti    | 1'55"96  |
| 400 m        | Simona Quadarella    | 4'02"29  | Giulia Ramatelli    | 4'05"92  | Antonietta Cesarano  | 4'06"42  |
| 800 m        | Simona Quadarella    | 8'15"08  | Noemi Cesarano      | 8'23"15  | Antonietta Cesarano  | 8'24"99  |
| 1500 m       | Simona Quadarella    | 15'33"40 | Noemi Cesarano      | 16'01"32 | Valentina Procaccini | 16'06"13 |
| Dorso        |                      |          |                     |          |                      |          |
| 50 m         | Sara Curtis          | 26"14    | Silvia Scalia       | 26"59    | Francesca Pasquino   | 26"83    |
| 100 m        | Sara Curtis          | 57"17    | Giulia D'Innocenzo  | 57"93    | Giada Gorlier        | 58"22    |
| 200 m        | Giulia D'Innocenzo   | 2'05"70  | Erika Gaetani       | 2'07"04  | Francesca Fresia     | 2'07"13  |
| Rana         |                      |          |                     |          |                      |          |
| 50 m         | Benedetta Pilato     | 29"30    | Arianna Castiglioni | 29"99    | Chiara Della Corte   | 30"36    |
| 100 m        | Benedetta Pilato     | 1'03"77  | Arianna Castiglioni | 1'04"97  | Francesca Fangio     | 1'05"23  |
| 200 m        | Francesca Fangio     | 2'20"81  | Alessia Ferraguti   | 2'23"56  | Lisa Angiolini       | 2'23"59  |
| Farfalla     |                      |          |                     |          |                      |          |
| 50 m         | Silvia Di Pietro     | 25"52    | Elena Capretta      | 25"62    | Elena Di Liddo       | 25"67    |
| 100 m        | Elena Capretta       | 56"53    | Elena Di Liddo      | 57"34    | Costanza Cocconcelli | 57"97    |
| 200 m        | Paola Borrelli       | 2'07"74  | Helena Musetti      | 2'08"95  | Alessia Polieri      | 2'09"99  |
| Misti        |                      |          |                     |          |                      |          |
| 100 m        | Costanza Cocconcelli | 59"32    |                     |          | Sara Franceschi      | 1'00"28  |
| 100 m        | Chiara Della Corte   | 59"32    |                     |          | Sara Franceschi      | 1'00"28  |
| 200 m        | Chiara Della Corte   | 2'07"34  | Anita Gastaldi      | 2'09"26  | Anna Pirovano        | 2'10"89  |
| 400 m        | Anna Pirovano        | 4'32"26  | Claudia Di Passio   | 4'33"66  | Francesca Fresia     | 4'34"39  |